# 水間鉄道
水間鉄道株式会社（みずまてつどう）は、大阪府貝塚市に本社を置き、同市を中心に鉄道事業およびバス事業を運営している会社である。略称は水鉄（すいてつ）で、公式ウェブサイトのURLも「suitetsu.com」であり、バス事業は「水鉄バス」と呼ばれる。グルメ杵屋の完全子会社。

## 概要
大正時代に水間観音への参詣鉄道として敷設されて以降、小規模ながらも堅実な経営を続けていた。
南海電気鉄道との結び付きが強く、かつては筆頭株主だった。ただし、南海の傘下およびグループ企業とはならず後述する経営破綻まで独立系のままだった。水間線では1990年（平成2年）まで南海から譲渡された車両を使用していた。また貝塚駅の自動改札機は、南海で1980年代に使用していたものを転用していたこともあった。
1980年代のバブル期に、沿線外での不動産事業を積極的に展開して最盛期には約20億円を売り上げたが、不動産事業がバブル崩壊後に不振に陥り、多額の借り入れが経営を圧迫した。さらに乗客が減少したことから自主再建を断念し、2005年（平成17年）4月30日に会社更生法の適用を大阪地方裁判所へ申請した。
同年6月30日に外食チェーンのグルメ杵屋が支援企業に決定した後は、同社傘下で再建が進み、2006年（平成18年）6月16日に会社更生計画が終結し、新生会社として再出発した。
経営破綻前は鉄道・バスともにカード式乗車券は利用できなかったが、経営改善策の一環として2007年（平成19年）6月よりスルッとKANSAIに加盟。第7回スルッとKANSAIバスまつりから参加してバス車両を出展している。2009年（平成21年）6月1日より鉄道・路線バスにPiTaPaを導入（コミュニティバス「は〜もに〜ばす」は除く）、ICOCAも利用可能になった。水間線は中間駅がすべて無人駅であることから、バス型の精算機（ICカードリーダー）を電車の車内に設置している。2013年（平成25年）3月23日より交通系ICカード全国相互利用サービスに対応するICカードが利用可能なった。2015年（平成27年）11月15日より「は〜もに〜ばす」でもICカードが利用可能となり、水間鉄道の鉄道・バス全線でICカード対応が完了した。PiTaPa定期サービスは提供していない。

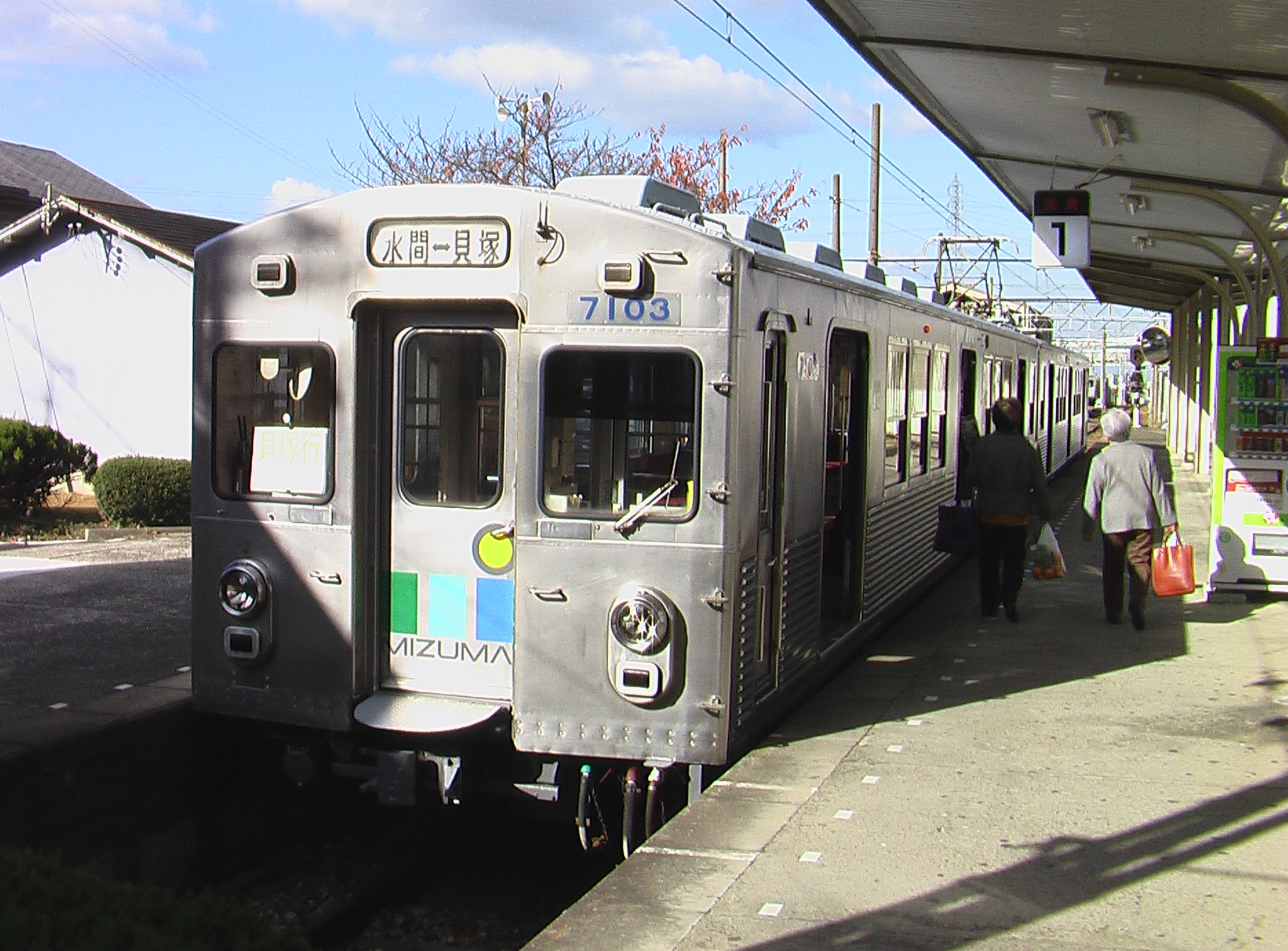
鉄道事業 主力車両の1000形
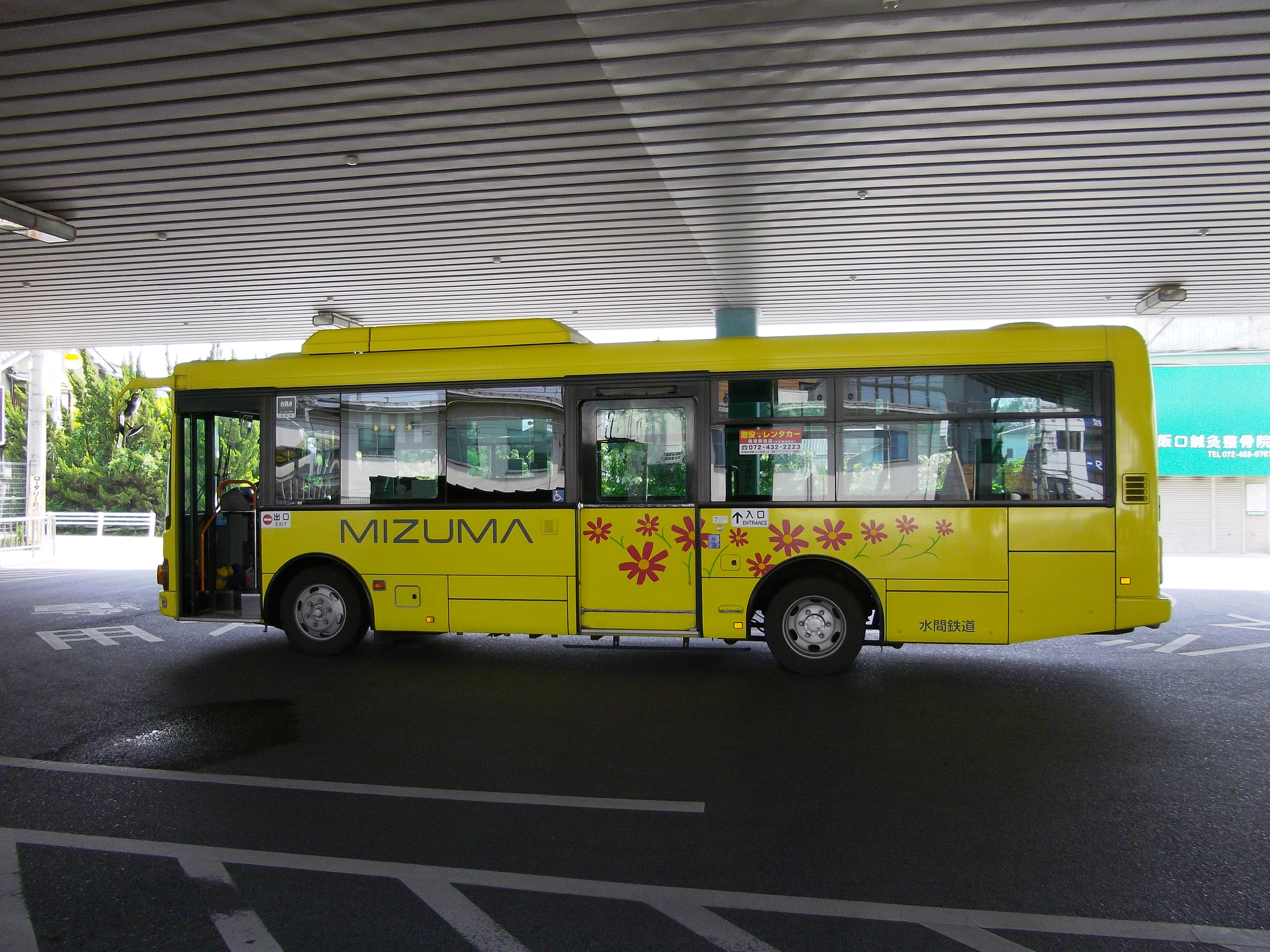
バス事業 旧来の譲渡車を置き換えた路線バス

## 歴史

旧社章

### 創立から終戦まで
- 1923年（大正12年）8月8日[12]：仮称「水間蒸気鉄道株式会社」として鉄道敷設免許を申請、認可を受ける[13]（泉南郡木島村 - 同郡麻生郷村間）[12]。
- 1924年（大正13年）4月17日 - 水間鉄道株式会社として設立。本店を大阪府泉南郡貝塚町大字貝塚近木974番地に置く（資本金40万円）[13]。当時は紡績・繊維産業で栄えていた貝塚の地元有志による寄付金で設立された純民間資本の鉄道会社であった[14]。
- 1925年（大正14年）
  - 12月24日：貝塚南駅（のちの海塚駅） - 名越駅間が開通し[15]、水間線が開業[16]。
  - 12月28日：南海貝塚駅 - 貝塚南駅間に貨物線が開通、貨物営業を開始[13]
- 1926年（大正15年）1月30日：名越駅 - 水間駅（現在の水間観音駅）間が開通、水間線が全線開業[17]。
- 1934年（昭和9年）1月20日：貝塚駅 - 貝塚南駅間で旅客営業を開始[13][18]。
- 1938年（昭和13年）：水間に料理旅館「一龍」を開業[13]。
- 1943年（昭和18年）：太平洋戦争開戦に伴い、大阪府により料理旅館「一龍」が練成場として強制買収される[13]。

### 戦後から1990年代まで
- 1949年（昭和24年）：本社社屋を新築し、本店を貝塚市海塚339番地へ移転[13]。
- 1950年（昭和25年）12月8日：乗合バス事業を開始（蕎原線、市内循環線）[13]。
- 1951年（昭和26年）：貸切バス事業の認可を受け営業開始[13]。
- 1953年（昭和28年）：清児駅から粉河町まで鉄道路線の延伸を計画し、別会社として紀泉鉄道株式会社を設立。本店を水間鉄道と同じく貝塚市海塚339番地に置く[13]。
- 1954年（昭和29年）：明治交通株式会社からタクシー事業の営業権を譲受し、タクシー営業に進出。
- 1958年（昭和33年）：タクシー事業を分社化、水鉄タクシー株式会社を設立[13]。本店を貝塚市海塚249番地に置く[13]。
- 1959年（昭和34年）：鉄道路線の延伸計画を断念し、紀泉鉄道株式会社を吸収合併[13]。
- 1967年（昭和42年）：宅地開発事業に進出、「近義の里」住宅地（105戸）を開発する[13]。
- 1968年（昭和43年）
  - 水鉄自動車整備株式会社を設立（1991年清算結了）[13]。
  - 水鉄地所株式会社を設立[13]（1982年「水鉄建設株式会社」へ商号変更）。
- 1969年（昭和44年）
  - 宅地開発事業の拡充のため開発課を設置[13]。
  - 6月10日：自社開発した住宅地「近義の里」の最寄り駅として、水間線に近義の里駅を開業[13]。
- 1972年（昭和47年）：貨物営業を廃止[13]。
- 1976年（昭和51年）
  - 日産チェリー阪南販売株式会社を設立。本店を大阪府泉北郡忠岡町北出2丁目7-15に置く[13]。
  - 水間関連事業協同組合を設立（2004年清算結了）[13]。
- 1978年（昭和53年）：特定バス事業（契約輸送）を開始[13]。
- 1979年（昭和54年）
  - 本社社屋を新築し、本店を貝塚市加治60番地1へ移転[13]。
  - 水鉄住宅販売株式会社を設立（1993年清算結了）[13]。
- 1982年（昭和57年）：株式会社水鉄観光を設立。本店を貝塚市加治60番地1に置く[13]。
- 1985年（昭和60年）：水間線の閉塞方式をタブレット閉塞から自動閉塞へ変更[13]。
- 1990年（平成2年）
  - 7月20日：本社社屋を新築し、本店を貝塚市二色中町5番地1へ移転[13][19]。
  - 8月1日：バス熊取・粉河線を運行開始。
  - 8月2日：シンボルマークを変更しコーポレートカラーを制定、現在のものとなる[19]。
- 1991年（平成3年）：新規事業として「靴下専門店 トリコロール」を開店（1993年閉店）[13]。
- 1996年（平成8年）：鉄道未成線（清児 - 犬鳴間）の免許廃止[13]。

### 2000年代以降 - 経営破綻と再建
- 2000年（平成12年）：日産チェリー阪南販売株式会社を「水間保興株式会社」へ商号変更[13]。
- 2003年（平成15年）
  - 9月1日：貸切バス事業を株式会社ミズマ（現：日本観光）に譲渡し、貸切バスから撤退。
  - 12月1日：貝塚市コミュニティバス「は〜もに〜ばす」運行開始[13]。
- 2005年（平成17年）
  - 水鉄タクシー株式会社の株式を譲渡[13]。岸交グループ（岸和田交通）グループ入りし「岸交グループ水鉄タクシー株式会社」となる。
  - 4月30日：大阪地方裁判所に会社更生法の適用を申請、経営破綻[5]。負債額は約258億円[20]。
  - 7月：グルメ杵屋会長の椋本（むくもと）彦之が、戦時中に貝塚へ疎開していた縁から、水間鉄道の経営再建支援を名乗り出る[14][20][21]。
  - 9月：元南海電気鉄道の関西（せきにし）美津治が無報酬で立て直しを引き受け、水間鉄道の代表取締役社長に就任[21]。娘の関西佳子が父の依頼でシステムエンジニアとして入社[21][22]。
- 2006年（平成18年）
  - 1月1日：バス熊取・粉河線の運行から撤退。
  - 4月6日：グルメ杵屋が株式を100%取得し、同社の完全子会社となる。
  - 6月16日：大阪地方裁判所より会社更生計画終結の決定を受け、会社更生手続きが完了[13]。
- 2007年（平成19年）
  - 2月1日：小型バス6台にて貸切バス事業を再開。
  - 4月1日：水間線で自動列車停止装置 (ATS) の使用を開始[13]。
  - 6月8日：スルッとKANSAI協議会に加盟[13][14]。
- 2008年（平成20年）
  - 5月20日[23]：関西佳子が代表取締役社長に就任[21][23]。鉄道会社では全国初の女性社長となる[24]。前社長で父の関西美津治は取締役に就任[23]。
  - 本社を貝塚市近木1488-8へ移転[13]。
- 2009年（平成21年）
  - 6月1日：
    - 水間線と路線バス（コミュニティバスを除く[8]）にPiTaPaを導入[9][8][14]。水間線は全10駅中8駅が無人駅のため、駅構内ではなく車内にICカードリーダーを搭載する[25]。これについて関西佳子は、叡山電鉄からの助言によるものであると述べている[25]。
    - PiTaPa導入に伴い、水間線全線でワンマン運転を開始[8][14]。
    - 同時に、水間駅を「水間観音駅」へ駅名変更[8]。
- 2010年（平成22年）9月20日：貝塚駅のバリアフリー化を完了[13]。
- 2011年（平成23年）4月1日：水間線のワンマン運転化により車掌がいなくなったため[14]、女性アテンダントを導入[13][14]。
- 2013年（平成25年）3月23日：交通系ICカード全国相互利用サービス開始に伴い、Suica・PASMOなど8種類のICカードにも対応。
- 2014年（平成26年）
  - 5月4日：水間観音駅の待合室で「まち愛Café みずかめ庵 和」を営業開始。
  - 6月：関西佳子が入社10年を機に、社長職を退き会長となる[14]。
- 2015年（平成27年）
  - 11月15日：貝塚市コミュニティバス「は〜もに〜ばす」にPiTaPaを導入[10]。
  - 12月17日：三ツ松駅付近で2013年8月27日に発生した踏切事故で、作動しない遮断機があったのに放置していたとして、助役や運転士らが書類送検される[26]。
- 2016年（平成28年）5月：トミーテック「鉄道むすめ」のキャラクター「水間みつま」がデビュー。水間鉄道水間線のアテンダントという設定で[27]、水間観音駅と三ツ松駅から命名された[27][28][29]。イラストは伊能津が担当[27]。
- 2017年（平成29年）：東急車輛製造（現：総合車両製作所）製の元東急7000系電車をともに保有・使用していることが縁で、青森県の弘南鉄道とコラボレーション企画を実施[30]。
- 2019年（平成31年/令和元年）
  - 4月25日：女性アテンダントの制服変更に伴い、「鉄道むすめ」キャラクター「水間みつま」新制服バージョンが登場[31][32]。
  - 5月1日：平成から令和への改元を祝う記念行事として、写真展「平成を振り返る」を開催し、鉄道車両に記念ヘッドマーク（副標）を装着して運行した[31][33]。ヘッドマークは弘南鉄道に加え、北陸鉄道でもコラボ掲出された[33]。また改元記念一日乗車券として「令和」の文字が揮毫されたデザインと「水間みつま」新制服バージョンの2種類が発売された[31][32][34]。
- 2024年（令和6年）4月1日：運賃を改定[35]。

## 鉄道事業

### 路線

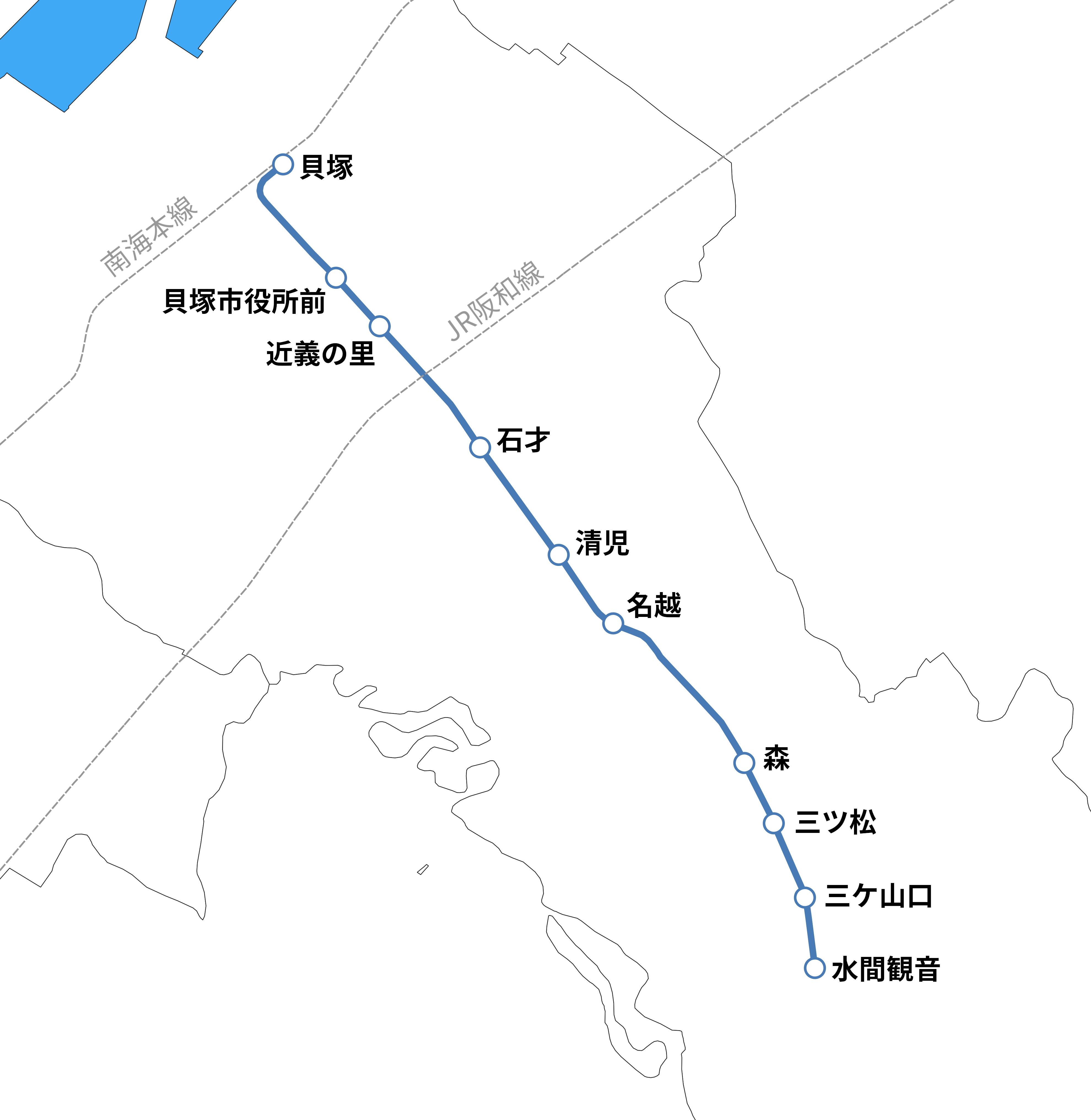
路線図

- 水間線： 貝塚駅 - 水間観音駅 5.5 km（第1種鉄道事業者）

水間線は全線単線で、交換駅は名越駅だけである。ほとんどの列車がこの駅で交換する。車庫は水間観音駅に隣接。
このほか、途中の清児（せちご）駅から分岐して、和泉山脈を超えて和歌山県粉河町（現紀の川市）まで連絡する線路を建設する計画を持っていたが、すでに計画は消滅しており、路線建設用に買収していた土地のなかには住宅地になった場所もある。「水間鉄道新線計画」を参照のこと。

### 運賃
大人普通旅客運賃（小児半額・10円未満切り上げ）。2024年4月1日改定。
| キロ程       | 運賃（円） |
| ------------ | ---------- |
| 初乗り1.5 km | 200        |
| 1.6 - 3.0    | 250        |
| 3.1 - 4.5    | 300        |
| 4.6 - 5.5    | 330        |

このほか、一日フリー乗車券が660円、昼間割引フリー乗車券（貝塚駅・水間観音駅を10時台から16時台に出発する列車に有効）が400円で発売されている。

### 車両
- 1000形： 主力車両。東急7000系の中古譲渡車。

同様に東京急行電鉄（鉄軌道事業は現：東急電鉄）から東急車輛製造（現：総合車両製作所）製の車両を中古導入している弘南鉄道と「弘南鉄道+水間鉄道 PROJECT 7000」としてコラボレーション活動を行っている。

## バス事業

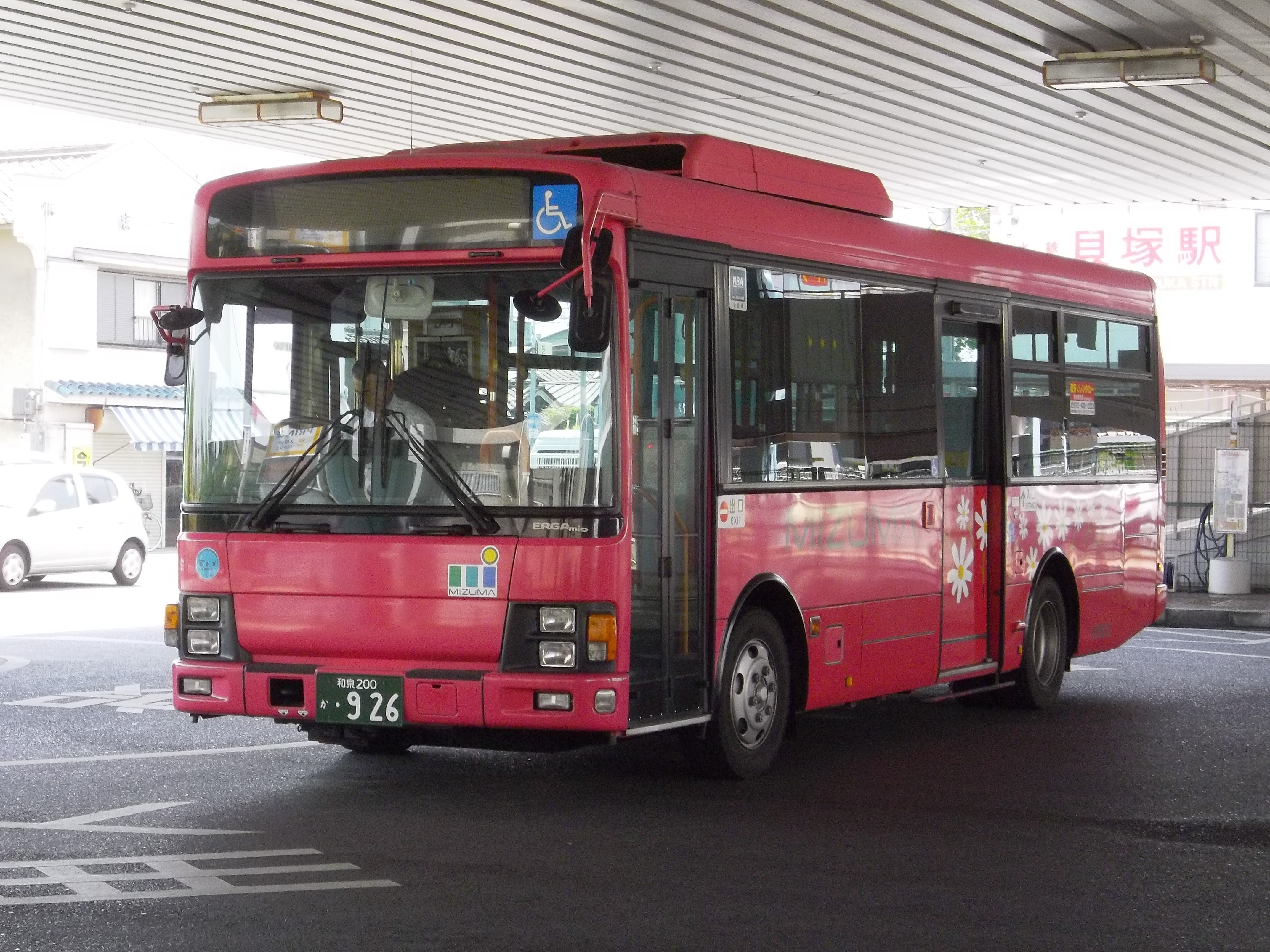
「コスモスライナー」の車両
いすゞ・エルガミオワンステップ

バス事業として、一般路線バス「コスモスライナー」、貝塚市コミュニティバス「は〜もに〜ばす」、特定バスの運行を行っている。
2005年の経営破綻時まで、毎年約5,000万円の赤字を出していたバス部門の立て直しは、関西佳子が社長就任後に特に注力した点であった。貝塚市と連携し5年間かけて、自社路線の9割を市からの補助による運行という形でコミュニティバス化した。その際に循環路線では、1台の車両で広い地域を回れるよう鉄道駅を中心に8の字形に循環する経路とした。その後はバス事業の赤字は解消し、2011年からは黒字が続いたという。
そのためコミュニティバスは、他の自治体で多い運行受託ではなく、分離会計全額補助による自主運行となっている。
2006年8月28日から、一般路線バスは「コスモスライナー」の名称で、「MIZUMA」のロゴと貝塚市の花であるコスモスをあしらった、黄色・ピンク・ライトグリーンのカラフルなバス車両で運行している。バリアフリー対応のワンステップバスで、車種はいすゞ・エルガミオである。
2009年には鉄道と同時に、一般路線バスにもPiTaPaを導入。その際には「は〜もに〜ばす」ではPiTaPaは利用できなかったが、2015年11月15日より「は〜もに〜ばす」にもPiTaPaが導入され、水間鉄道の鉄道・バス全線で交通系ICカードが使用可能となった。
大阪府が自動車NOx・PM法の適用区域のため、鉄道とは異なり中古車は導入していない。水間鉄道で使用していた中古バス車両は、九州産交バスや因の島運輸に移籍している。

### 二色海浜緑地公園線「コスモスライナー」
南海貝塚駅と、貝塚市沿岸の埋立地である二色パークタウンを結ぶ路線。1989年4月1日に運転を開始。かつては二色の浜産業団地線、二色産業団地線と呼ばれており、現在は二色海浜緑地公園線と呼ばれているが、路線名の変遷の過程は不明である。

#### 運賃
初乗り運賃は大人200円・小児100円、以降乗車距離に応じて加算される対キロ区間制である（2025年2月1日改定）。
- 南海貝塚駅東口 - 貝塚駅下り：200円
- 南海貝塚駅東口 - 市民の森：300円
- 南海貝塚駅東口 - 人工島内：400円

乗車時に中扉から乗り、右にある整理券発券機から整理券を取る。降車時に前方に設置されている次停表示機の下段に表示された整理券番号に応じた運賃を支払う。整理券にはバーコードが印刷されているので降車時運賃投入前に整理券を投入する。交通系ICカードは乗車時・降車時にカードリーダーにタッチする。整理券は始発停留所から発行される。運賃箱は両替方式なので、予め小銭の用意をするか停車中に両替をしておく必要がある。

#### 運行系統
各系統の経由停留所は主な箇所のみ示している。なお、いずれの系統も南海貝塚駅東口 - 貝塚駅下り - 合同宿舎前 - 二色アジュール前 - 五中前 - 二色住宅 - 市民の森間を経由する。
- 6番：南海貝塚駅東口 → 市民の森 → 海浜緑地公園・国華園前 → パナソニックエナジー正門前 → 明治関西工場前 → 二色南町（9番に続行）
  - 南海貝塚駅東口乗り場から、臨海部にあるアジュール二色団地などを擁する二色地区（パークタウン）を経由し、二色大橋を渡って人工島内へ至る。パークタウンからの輸送のほか、人工島にある二色の浜公園海浜緑地来園者、大型園芸スーパーである国華園への来店者、人工島内にある工場の通勤客の輸送を主体とする。
  - 人工島内にあるすべての停留所に立ち寄るため基本系統とみなされる。平日はほぼ終日、土日祝日は朝夕以降に運行。21時47分に南海貝塚駅東口を発車する便は、9番に続行せず二色南町で運行を打ち切り回送となる。
- 7番：南海貝塚駅東口 → 市民の森
  - 6番を市民の森までの区間便としたもの。22時以降に運行。2019年3月末までは三洋電機正門前（現・パナソニックエナジー正門前）までの区間便で、平日10・11時台にも運行されていた。
- 8番：南海貝塚駅東口 → 市民の森 → 海浜緑地公園・国華園前 → 明治関西工場前 → 二色南町（9番に続行）
  - 6番のパナソニックエナジー北門前・パナソニックエナジー正門前経由を省いたもの。土日祝日の昼間に運行。
- 9番：二色南町 → 市民の森 → 南海貝塚駅東口
  - 6番・8番の復路として運行される。
- 10番：市民の森 → 南海貝塚駅東口
  - 7番の方向を逆にした経路であるが、7番の復路としては運行されず、早朝に運行される。

上記のように系統番号が付与されているが、実際はバスの前面・側面の行先表示器には番号表示はなされず、「二色海浜緑地公園行」「貝塚駅東口バスターミナル行」と単に行先のみが記されている（側面の表示には経由地が示される）。
毎年7月の海の日直前の土曜・日曜日に行われる感田神社夏祭り（ふとん太鼓）期間中およびふとん太鼓の試験担ぎの行われる日は、一部の時間帯で合同宿舎前 - 南海貝塚駅東口間で迂回運行され、貝塚駅下り停留所は休止となる。また、毎年10月第2土曜・日曜日に行われるだんじり祭りの期間中およびだんじり試験曳きの行われる時間帯は、南海貝塚駅東口停留所ではなく西口のかつてあったバス停留所の位置から発着する。

### 貝塚市コミュニティバス「は〜もに〜ばす」

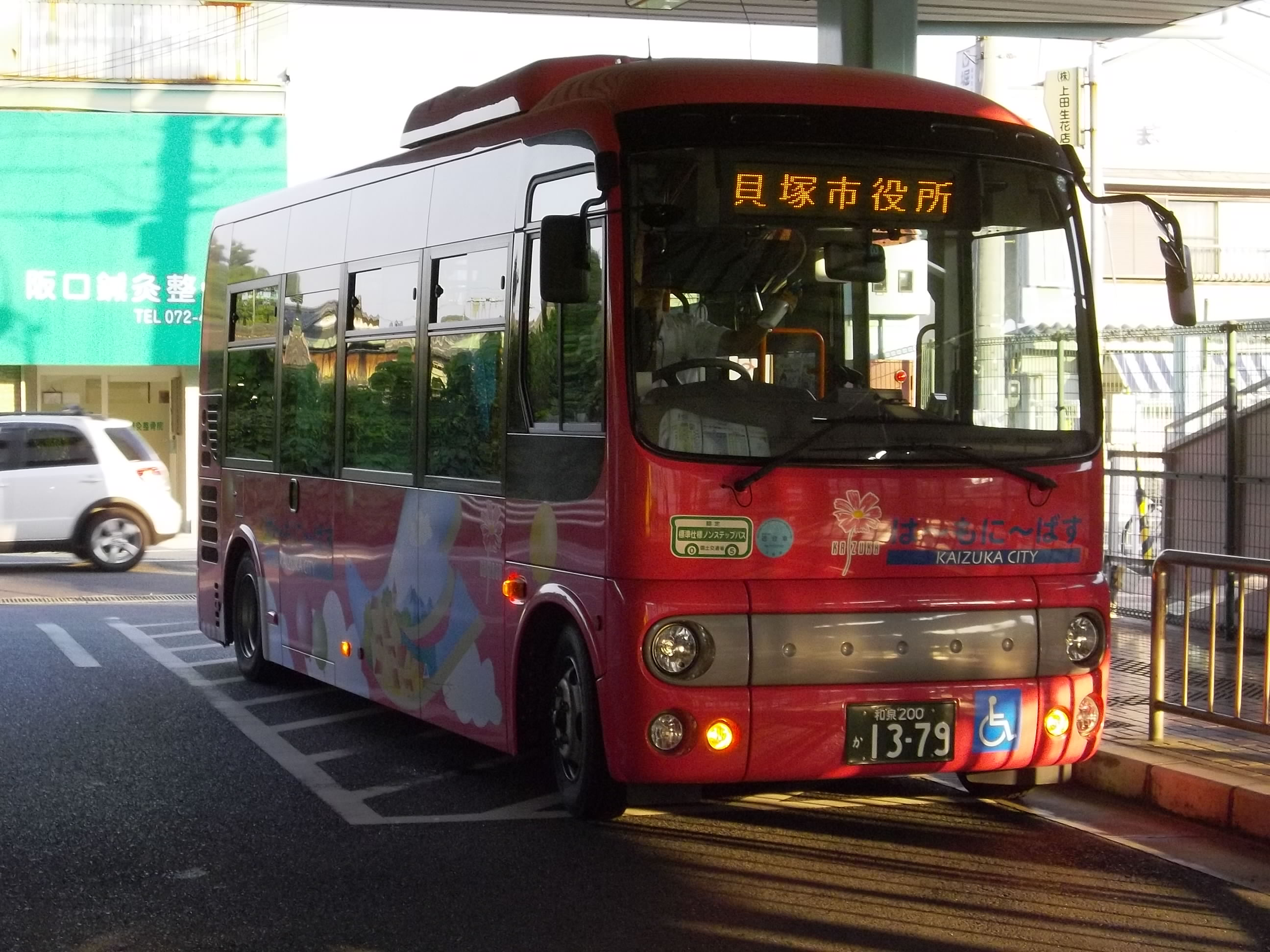
貝塚市コミュニティバス「は〜もに〜ばす」の車両
日野・ポンチョ（1ドアロングボディ）

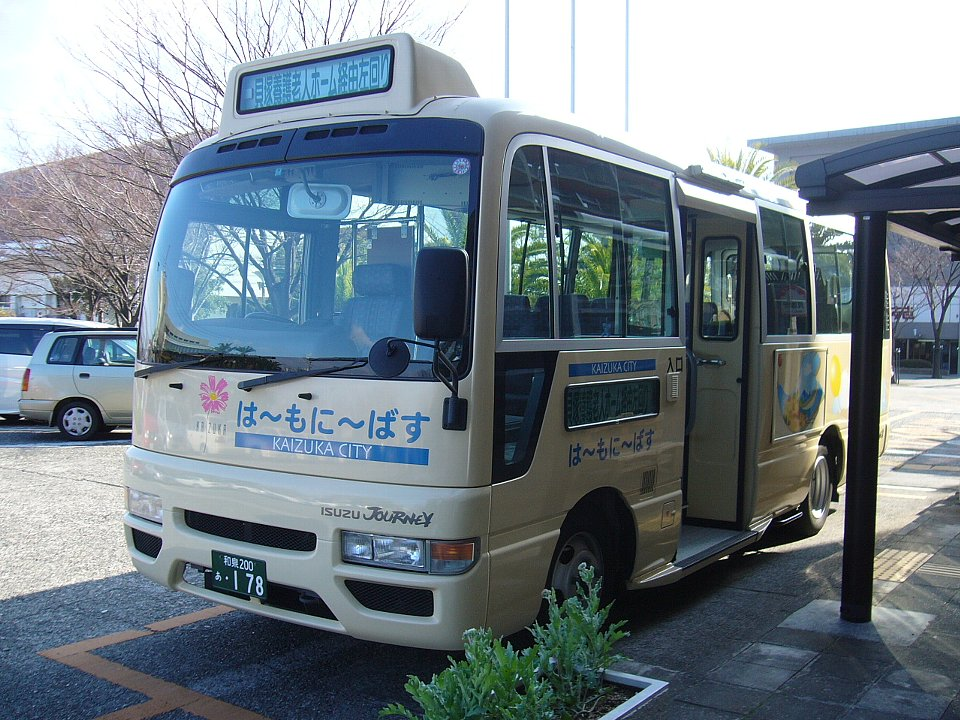
「は〜もに〜ばす」過去の車両
いすゞ・ジャーニー

### 休廃止系統
2008年11月15日改正で系統・路線番号が大きく変わったため、その以前と以後で項を分けて記載する。系統番号は、本文中では廃止直前のものを記載する。

#### 2008年11月15日以降に廃止された系統
1 - 3番系統は、2011年12月1日から2014年3月31日の間「は〜もに〜ばす」実証運行に伴い運行を休止し、そのまま廃止された。
- 1番：水間駅前 → 和泉橋本駅前
- 2番：和泉橋本駅前 → 貝塚サンヨー前 → 橋本団地 → 水間駅前
- 3番：和泉橋本駅前 → 貝塚サンヨー前 → 橋本団地 → 和泉橋本駅前

4番系統は平日の運行を2008年11月15日改正、土日祝日の運行を2014年9月1日改正で打ち切り、「は〜もに〜ばす」 黄バス（蕎原方面）へ移行した。
- 4番[注釈 1]：蕎原（そぶら）線：水間観音駅 - 蕎原

#### 2008年11月15日改正で廃止された系統
同日の改正で南海貝塚駅東口 - 和泉橋本駅前の廃止、二色方面の二色南町までの短縮とそれによる路線の再編、系統番号の変更が行われた。なお、二色方面の路線バスは2007年11月末日までは貝塚駅西口発着であった。
- 1番：南海貝塚駅東口 - 王子口 - 和泉橋本駅前 - 三ツ松団地折返場
- 2番：南海貝塚駅東口 - 王子 - 和泉橋本駅前 - 三ツ松団地折返場
- 3番：南海貝塚駅東口 - 貝塚市役所前 - 王子口 - 和泉橋本駅前 - 三ツ松団地折返場
- 5番[注釈 2]：南海貝塚駅東口 - 東貝塚駅前 - 和泉橋本駅前 - 貝塚サンヨー前

- 9番：南海貝塚駅東口 - 明治乳業前（現・明治関西工場前） - 二色南町 - 二色産業団地
- 10番：明治乳業前 - 南海貝塚駅東口

#### 2008年11月14日以前に廃止された系統
5 - 7番系統の貝塚市内の経由地は「は〜もに〜ばす」が運行している。七山線および熊取・粉河線は貝塚市外に乗り入れていた路線であり、これらの路線からの撤退により水間鉄道は貝塚市外に停留所を持たなくなった。
- 5番（久保線）：南海貝塚駅東口 - 久保住宅前：2006年10月1日廃止[44]。
- 6番（七山線）：南海貝塚駅東口 - 王子口 - 和泉橋本駅前 - 七山：2006年10月1日廃止[44]。
- 7番（七山線）：南海貝塚駅東口 - 王子 - 和泉橋本駅前 - 七山：2006年10月1日廃止[44]。
- 8番：貝塚駅東口 - 蕎原：廃止日不明。
- 熊取・粉河線（熊取駅前 - 粉河駅前）：南海ウイングバス南部・和歌山バス那賀と共同運行。1990年8月1日新設、2006年1月1日撤退。
- 大宮線、小垣内線：南海貝塚駅東口 - 七山 - 小垣内 - 大宮：1960年代新設[45]、廃止日不明。
- 貝塚土丸線、貝塚朝代線：南海貝塚駅東口 - 貝田 - 朝代 - 土丸：1960年代新設[45]、廃止日不明。
- 二色之浜線：南海貝塚駅東口 - 脇之浜 - 二色之浜：1966年6月2日新設[45]、1988年4月1日廃止[19]。
- 三ケ山循環線：水間駅前 - 三ケ山 - 水間駅前：1956年4月11日新設[45]、1984年4月1日廃止[19]。

## ドラマ制作
2021年（令和3年）、5年後に1926年の開業から100周年の節目を迎えるにあたり、「＃水鉄 このまちを鉄道から元気にしたい!! 〜貝塚観光倍増プロジェクト〜」と題し、ドラマを制作する企画を立てた。制作資金はクラウドファンディングサイト「CAMPFIRE」で支援を募り、当初は伸び悩んだものの、鉄道系YouTuberのにっこーけんに動画での告知を依頼し、その動画が公開されると支援が集まった。またこのクラウドファンディングには、同じく鉄道系YouTuberの西園寺が全面的に協力してドラマにも出演した。目標金額は7,700,000円で、結果的に11,318,968円の支援が集まり、3エピソード全6話という大規模な作品となった。作品は特設YouTubeチャンネルで公開され、2021年12月10日時点で、6話総合で68,348回再生されている。出演は俳優の松平健をはじめ、長田成哉、野添義弘、富田翔、森山くるみ、又野暁仁、佐竹桃華のほか、地元住民らもエキストラとして出演した。